# Johann Moritz Rugendas
Johann Moritz Rugendas (Augsburgo, 29 de março de 1802 – Weilheim an der Teck, 29 de maio de 1858) foi um pintor alemão. Era descendente de uma antiga família de artistas, cujos antecessores eram catalães e flamengos, que abandonaram a Catalunha, por suas crenças protestantes, em 1608. Foi o primeiro filho de Johann Lorenz Rugendas, o diretor da escola de artes local, pintor e desenhista e de Regina Lachler. Em 1822, aos 19 anos de idade, acompanhou a expedição do Barão Georg Heinrich von Langsdorff ao Brasil, que se iniciaria propriamente em 1824. Publicando em 1835, em Paris, seu célebre trabalho Malerische Reise in Brasilien (Viagem Pitoresca Através do Brasil) retrata, em belíssimas gravuras baseadas em seus desenhos, cenas do país que se torna independente no ano de sua chegada.

## Biografia

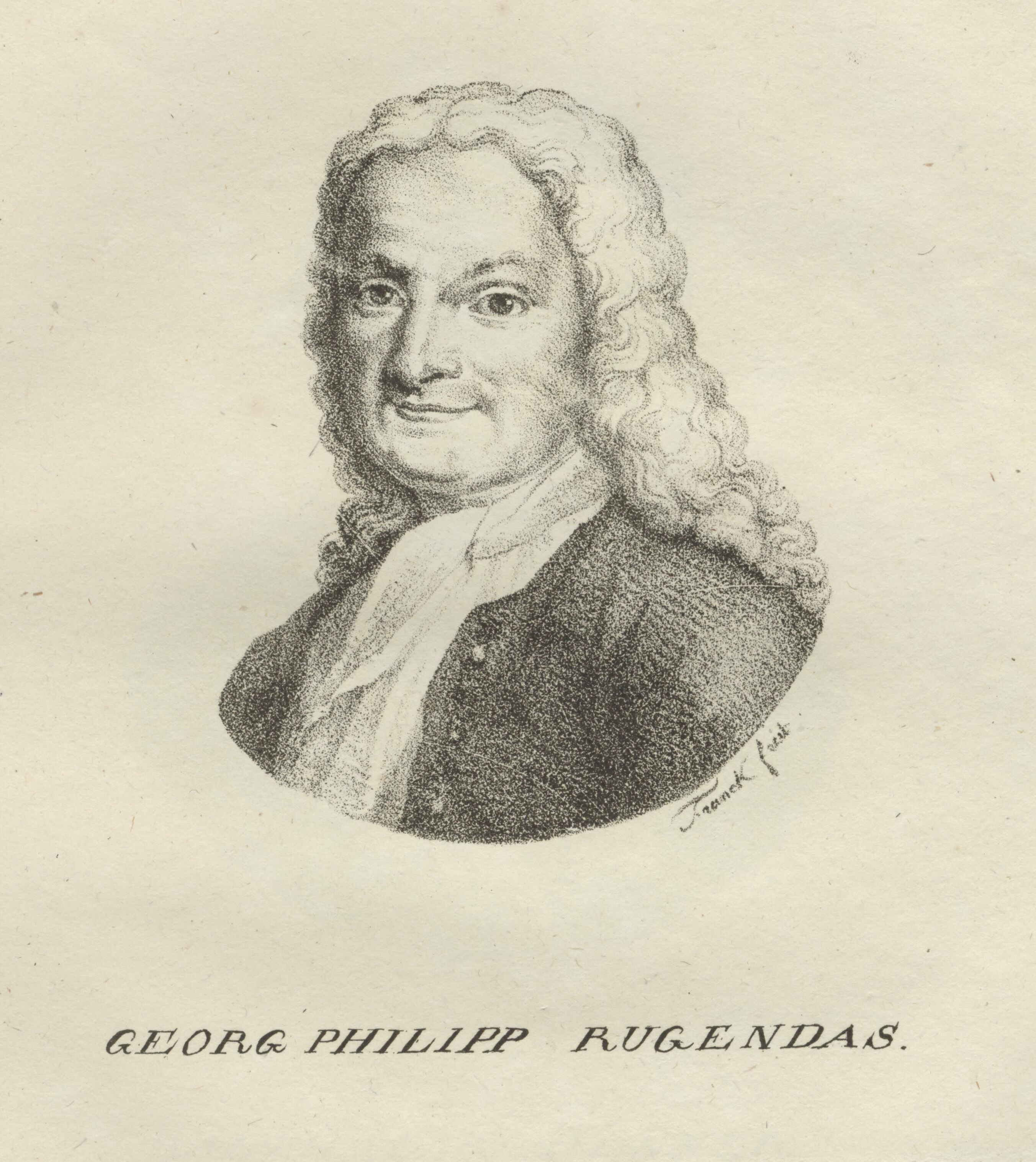
Georg Philipp Rugendas

Nikolaus I Rugendas (1575-1658), primeiro representante da família Rugendas, estabeleceu uma relojoaria em Augsburgo, em 1608, e mostrou que era um relojoeiro de rara habilidade artística. Seu filho Nikolaus II (1619-1695), casado com Anne Marie (Kreuther), seguiu a tradição, porém, de seus treze filhos, apenas Nikolaus III (1665?-1745) continuou com a tradição, fazendo relógios de sol e instrumentos de medição. Seu filho mais novo, Georg Philipp (1666-1742), considerado o fundador da importante família Rugendas de artistas do século XVIII e XIX, não seguiu o negócio e foi estudar com o pintor de história de Augsburgo Isaak Fischesd. Viajou para Roma em 1692, seguindo depois para Viena, em 1690, e depois para Veneza, em 1692, onde frequentou academias e recebeu seus primeiros pedidos. Em 1693, de volta a Roma, frequentou a Accademia di San Luca, onde desenhou ruínas e esculturas e praticou a pintura de paisagens com modelos que moldou o seu trabalho. Tornou-se um artista. Com a morte de seu pai, em 1695, retorna a Augsburgo. Dois anos depois casa-se pela primeira vez com Anna Barbara Haid († 1732) que lhe dá 9 filhos. Suas primeiras experiências com a calcografia se dão com as séries Capricci (1698) e Diversi Pensieri (1699), publicadas por Jeremias Wolff. Em 1700 já trabalhava com a meia-tinta publicando o trabalho Chargen der Reiterei (Cargas da Cavalaria). Seu período criativo de maior sucesso foi de 1702 a 1716, período semelhante ao da Guerra da Sucessão Espanhola (1701–1714), quando metade da Europa entrou no teatro de guerra. Ganhou reputação internacional como pintor e desenhista, principalmente de cavalos e batalhas, e entre seus clientes estavam príncipes e poderosos, como o príncipe Johann Adam Andreas von Liechtenstein e o príncipe-bispo Lothar Franz von Schönborn, arcebispo de Mainz e bispo de Bamberg. A base de sua reputação como pintor de batalhas reais pode ser vista no trabalho Die Befreiung Wiens (Libertação de Viena), de 1690. Em 1710, foi nomeado diretor vitalício da Academia de Artes de Augsburgo, tendo entre seus alunos Johann Elias Ridinger (1698-1767). De 1715 a 1735, dedicou-se mais a produção de gráficos impressos, muito mais lucrativos, criando extensas sequências de meia-tinta e folhas de tese, já envolvendo seus filhos Georg e Christian em sua manufatura. Georg Phillip, "o velho", casou-se mais duas vezes, em 1732 e 1734. Entre seus 13 filhos, Georg Philipp Rugendas (1701-1774), Christian Rugendas (1708-1781) e Jeremias Gottlob Rugendas (1710-1772) trabalharam como gravuristas, especialmente em água-tinta.
Moritz cresceu sob a aura desta família de gravuristas e pintores. O bisavô, presente no autorretrato pendurado na sala, era o modelo venerado e vinculador, para o menino que, desde cedo, seduzido pelo colorido dos uniformes dos soldados franceses que andavam pelas ruas, tentava imitar a seu pai, Johann Lorenz Rugendas, um famoso pintor das batalhas napoleônicas. Moritz continuou praticando, inspirado pelos desenhos de seu admirável antepassado. Seu pai, percebendo, em certos aspectos, que as disposições para o talento do seu filho na escola dificilmente mereceriam ser consideradas, enquanto outras deveriam ser levadas a sério, preocupou-se em ele mesmo formá-lo. De visita aos Rugendas, após a desastrosa marcha a Moscou, o pintor Albrecht Adam (1786-1862), amigo íntimo da família foi quem impulsionou a carreira de Johann Moritz. Adam, que havia levado sua pasta de desenhos, viu o jovem Johann Moritz estudar com entusiasmo os leves contornos dos acontecimentos mundiais em suas pranchas. Seus pais concluíram que o melhor era enviá-lo a Munique e entregá-lo aos ensinamentos do amigo. Do estúdio de Adam, onde morou, Moritz, aos 15 anos de idade, em 1817, foi para a Academia de Belas Artes de Munique, frequentando aulas de gênero e pintura de paisagem com Lorenzo II Quaglio (1793-1869), mas aquele ambiente acadêmico não lhe satisfazia, preferindo passear pelos campos, pelos alpes, conversando com camponeses, apreciando o brilho da luz sobre um lago, e sempre desenhando, mas nunca satisfeito com seus traços. Seu pai queria enviá-lo a Roma para finalizar seus estudos acadêmicos, no entanto seus modestos rendimentos lhe impediam. Enquanto isso, nos círculos culturais de Munique, comentava-se sobre o acordo entre as coroas da Áustria e de Portugal, unindo em matrimônio a Princesa Leopoldina, da Áustria, com o príncipe D. Pedro I, rei do Brasil, e sobre a expedição científica financiada pelo príncipe von Metternich (1773-1859) para acompanhá-la em sua viagem ao Brasil. Entre os cientistas enviados, encontravam-se dois bávaros de Munique, o naturalista Johann Baptist Ritter von Spix (1781-1826) e o médico e botânico Carl Friedrich Philipp von Martius (1794-1868). Além deles, participaram, entre outros, os pintores Thomas Ender e Johann Buchberger. Em 1820, o cônsul-geral da Rússia no Rio de Janeiro, barão Georg Heinrich von Langsdorff (1774-1852), médico, botânico, zoólogo, antropólogo, filólogo e navegante, que estava organizando sua própria expedição científica ao Brasil, financiado pelo czar Alexandre I, foi a Munique para encontrar-se com Martius e Spix, recém-chegados de sua expedição ao Brasil, que comentaram a falta que lhes fazia um rico material de pinturas para ilustrar seus trabalhos, visto que os pintores da expedição adoeceram durante a missão. Langsdorf preocupou-se então em encontrar, como precaução, um pintor para acompanhá-lo em sua viagem. Rugendas, teve conhecimento da futura expedição através do botânico russo Wilhelm Friedrich von Karwinsky (1780-1855), amigo de sua família e de Langsdorf, que tratou de marcar um encontro entre os dois. As condições do contrato de trabalho foram tratadas, por carta, entre o pai de Moritz, Johann Lorenz, e o irmão do barão Georg Langsdorff, Wilhelm von Langsdorff. Rugendas e Langsdorff assinaram o contrato em 1821.

#### A Expedição Langsdorff (Viagem Pitoresca Através do Brasil)
Langsdorff tinha como objetivo fornecer à Academia Real de Ciências de São Petersburgo uma descrição completa da flora, fauna e populações nativas brasileiras. Johann Moritz Rugendas, já como integrante da expedição, desembarcou no Rio de Janeiro em 3 de março de 1822, acompanhado do zoólogo francês Edouard P. Ménétriès (1802-1861). Rugendas ficou estarrecido com a exuberância da natureza do Brasil e seu colorido. Enquanto não se iniciava a expedição, Langsdorff hospedou Rugendas na Fazenda Mandioca (Magé-RJ), de sua propriedade. 1822 foi o ano em que o Brasil foi abalado por distúrbios que levaram a proclamação de independência de Dom Pedro I e esses distúrbios políticos atrasaram a partida da expedição até 1824. Mais tarde, se uniriam a expedição o astrônomo russo Nester Rubtsov (1799-1874), o botânico berlinense Ludwig Riedel (1790-1861) e o pintor parisiense Adrien-Aimé Taunay (1803-1828). Rugendas realizou algumas viagens por conta própria à cidade do Rio de Janeiro, se hospedando, frequentemente, na casa do barão Wenzel Philipp Leopold, embaixador austríaco, e foi testemunha ocular da coroação de D. Pedro I, como imperador do Brasil, em 1º de dezembro de 1822. Na capital, fez amizade com os membros da Missão Francesa especialmente com Jean-Baptiste Debret (1768-1848) e com os filhos do pintor Nicolas-Antoine Taunay (1755-1830), Félix e Adrien. Esses contatos, com artistas europeus, como ele, com uma visão revista e atualizada do neo-classicismo, contribuíram para que Rugendas criasse novas perspectivas no seu olhar sobre o território e populações brasileiras. A essa fase da viagem correspondem a maioria de seus desenhos de plantas e animais, que permitiram-lhe aprimorar a sistemática do desenho científico. Em 8 de maio de 1824, saindo do Rio de Janeiro, a Expedição Langsdorff viajou para Minas Gerais, passando por Barbacena e São João del Rei, seguindo para Ouro Preto, Sabará e Diamantina. Em Barra de Jequitibá (MG), ao 1º de novembro de 1824, Rugendas teve uma grave discussão com Langsdorff e abandonou a expedição, e a partir daí, viajou sozinho, retornando ao Rio de Janeiro em 29 de março.
Motivado pelo naturalista Alexander Humboldt (1769-1859) em Paris, Rugendas viajou para o México em 1831, com projeto de viagem pela América com objetivo de reunir material para nova publicação.
No México, começou a pintar a óleo, utilizando as técnicas assimiladas na Itália. A partir de 1834, percorreu a América do Sul, tendo visitado Chile, Argentina, Peru, Bolívia, Uruguai e Brasil.
Em 1845, voltou ao Rio de Janeiro, onde retratou membros da família imperial e foi convidado a participar da Exposição Geral de Belas Artes. No ano seguinte, partiu definitivamente para a Europa. Em troca de uma pensão anual e vitalícia, cedeu sua coleção de desenhos e aquarelas ao rei Maximiliano II, da Baviera.

## Obras

### Viagem pitoresca pelo Brasil
Missão chefiada pelo Barão Georg Heinrich von Langsdorff com a participação de Rugendas, com o objetivo de retratar a natureza e os nativos do Brasil. A equipe permanece no Brasil no período entre 1822 e 1825 e percorre um trajeto entre Rio de Janeiro e Minas Gerais, sendo neste intervalo o período em que se inspiram as pinturas produzidas posteriormente, já na Europa por Rugendas. O trabalho retrata a paisagem e os indígenas e foi muito elogiada inicialmente na Europa, com destaque para os elogios de Alexander von Humboldt, o qual vai inspirar e motivar o autor em seus novos trabalhos. Dentro do Brasil a publicação vai ganhar destaque primeiramente na comemoração dos 100 anos do IHGB e posteriormente na busca por imagens representativas sobre o século XIX durante o período inicial do governo de Getúlio Vargas, se tornando uma clássica representação imagética do Brasil no Século XIX.

### 25 litografias sobre os indígenas Argentinos
Após o sucesso de seu trabalho "Viagem pitoresca pelo Brasil" o autor resolve retornar a América em busca de material para a produção de um novo trabalho. Inicialmente desembarca no México em 1831 porém sua experiência vai se intensificar em 1834 onde dá início ao trajeto que mais o influência no produto final que seriam as 25 litografias sobre a Argentina. Desembarca em 1834 no chile onde vai ter o maior período de estadia em um país e em 1837 viaja para a Argentina, porém a viagem é interrompida por um acidente com um cavalo o qual vai gerar sequelas pelo resto da vida e Rugendas retorna ao chile. Volta a Argentina em 1845 onde concluirá a experiência para a produção das litografias. Durante esse período de 1834 a 1845 Rugendas percorreu Chile, Argentina, Peru, Bolívia, Uruguai e teve contato com importantes figuras com Domingos Faustino Sarmiento, Esteban Echeverría e Juan Bautista Alberdi, sendo eles grandes críticos do governo de Juan Manoel Rosas, vigente na Argentina, e grandes influenciadores na representação da figura dos indígenas por Rugendas, Tornando as imagens em uma espécie de representação imagética do Poema La Cautiva de Esteban Echeverría e sendo dotadas de um enorme teor político, se tornando também importante representação da relação dos Argentinos com o Indígenas nas celebrações da independência Argentina.

### Outras obras

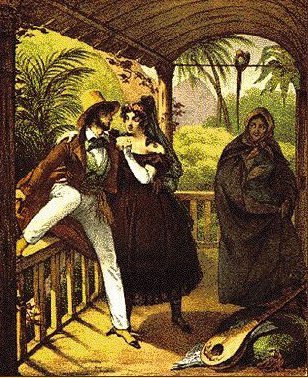
Roupas típicas do Rio de Janeiro
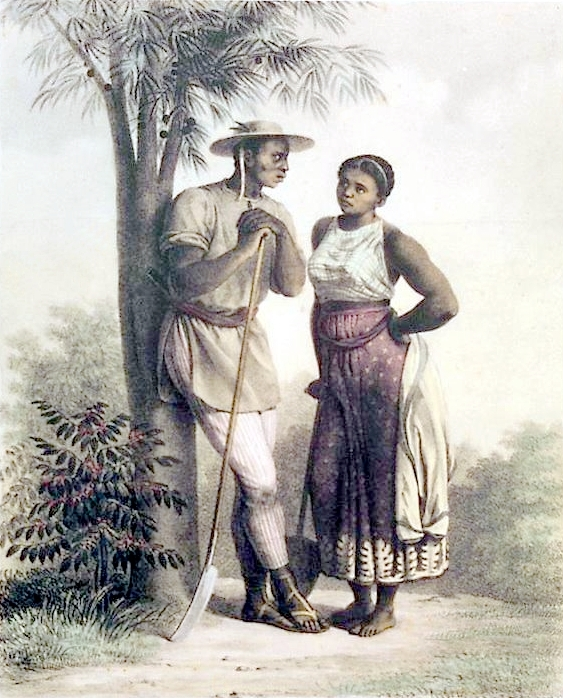
Negro e negra em uma fazenda
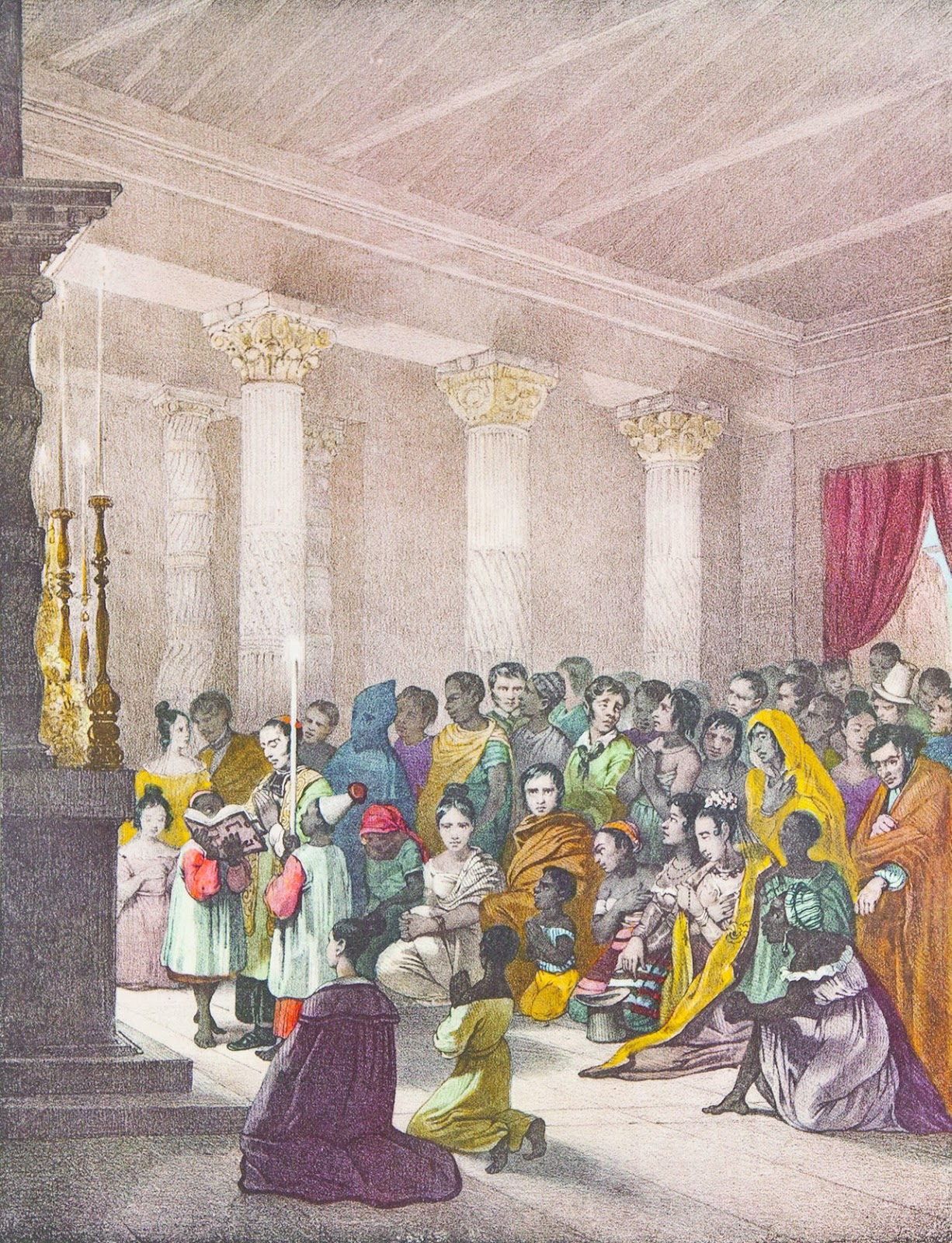
Missa em Pernambuco
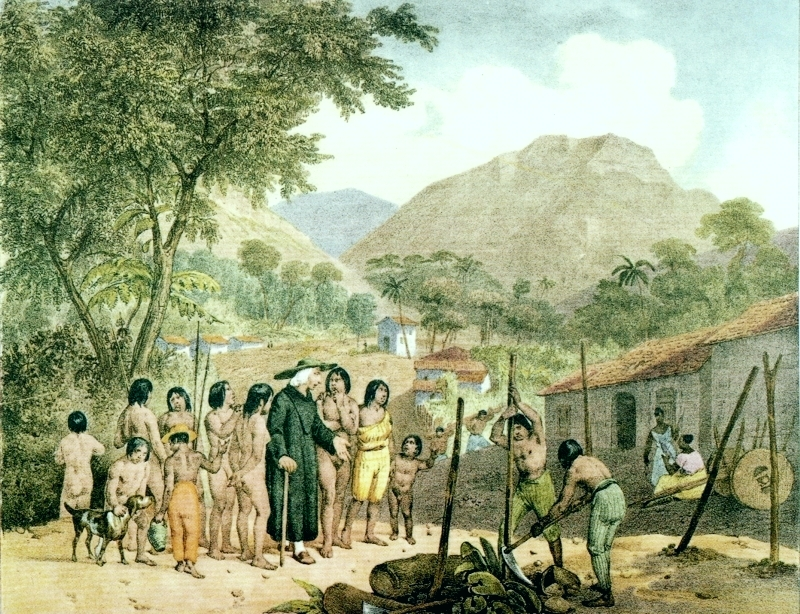
Aldeia de índios Tapuios cristãos.
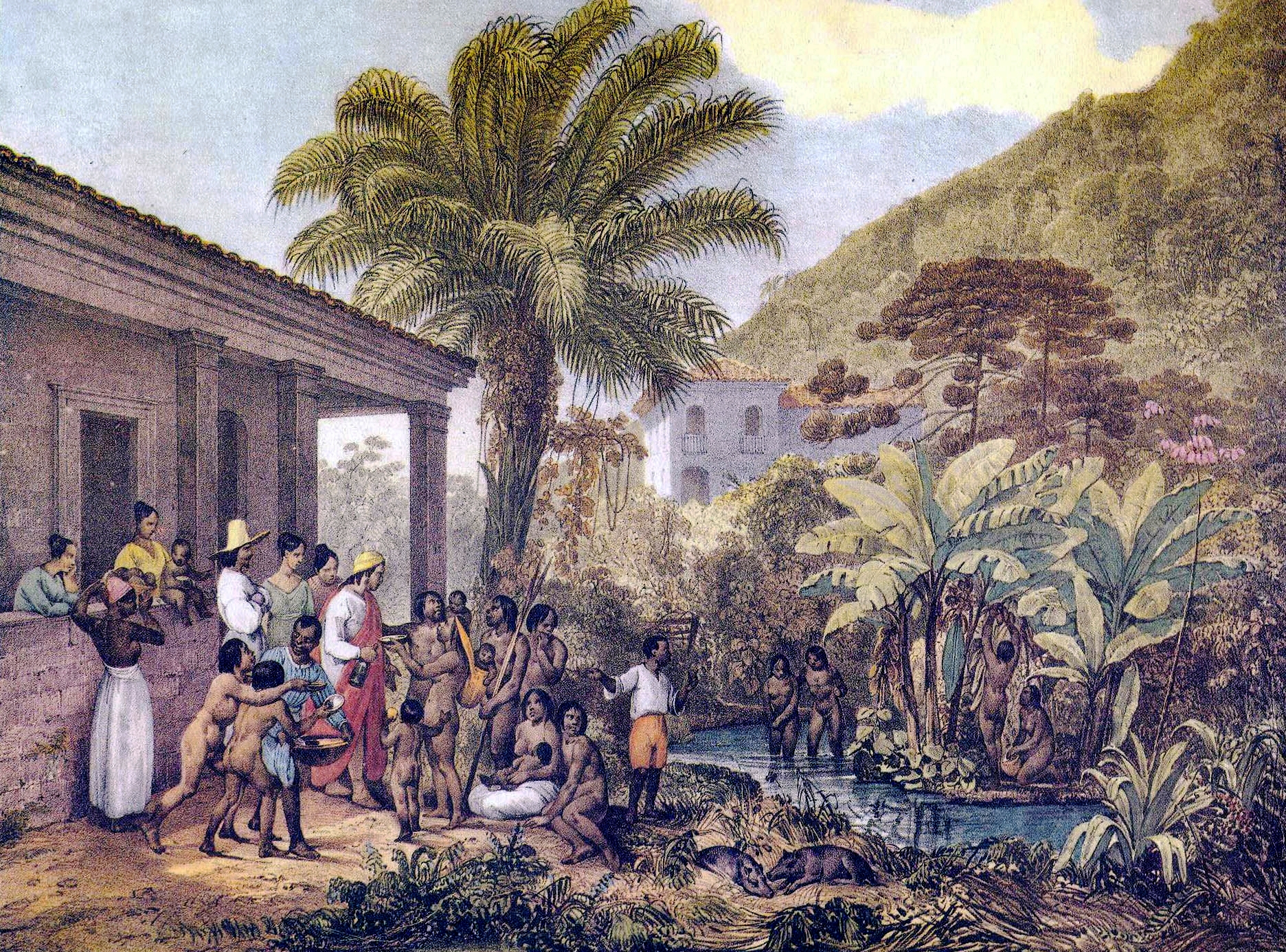
Índios em uma fazenda de Minas Gerais
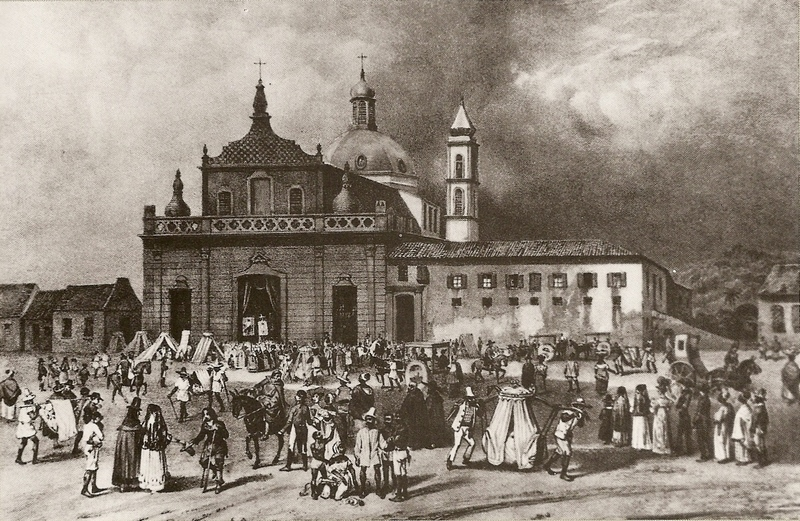
Igreja do Hospício de N. S. da Piedade da Bahia

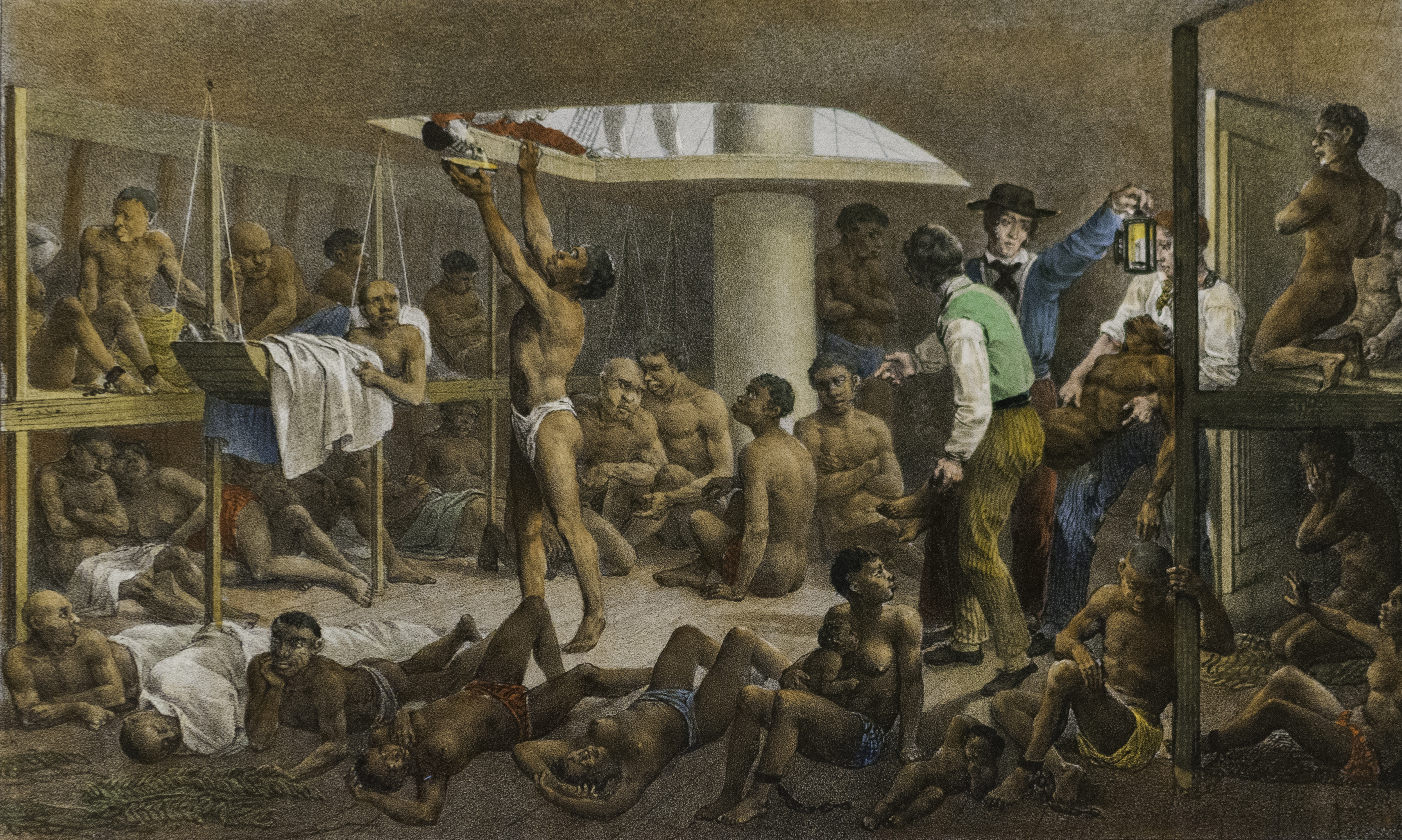
Negros no fundo do porão
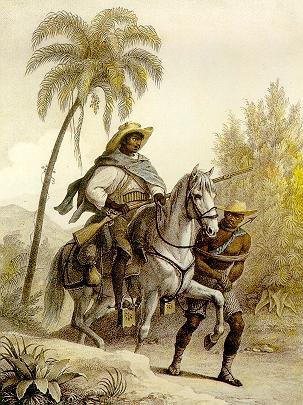
Capitão do mato
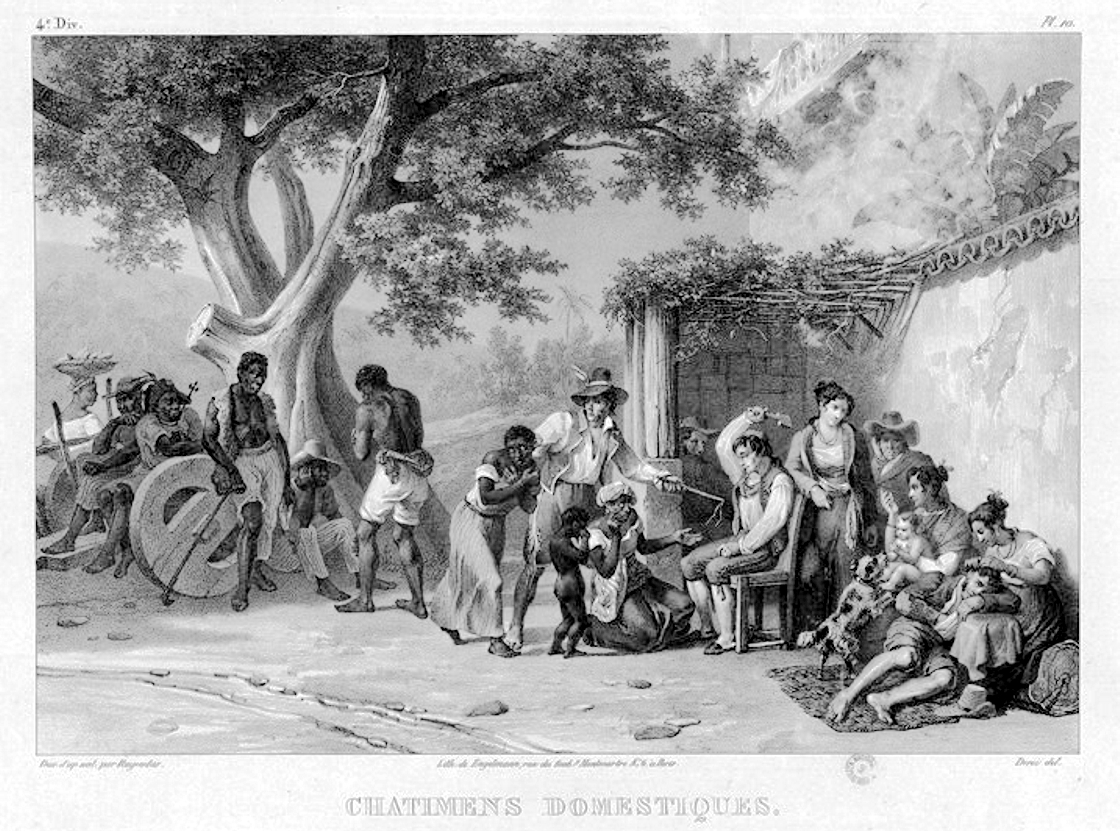
Castigos domésticos
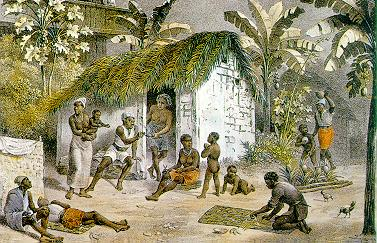
Habitação de negros

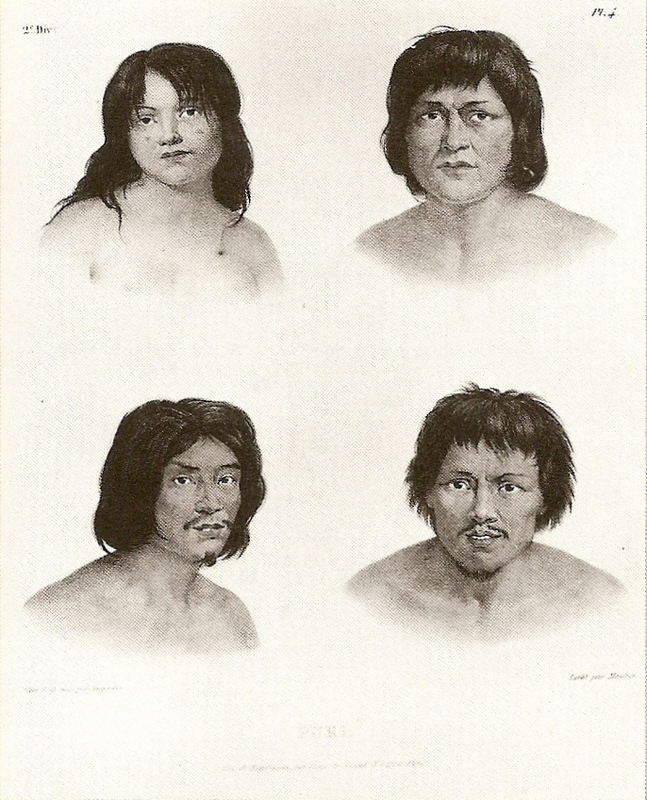
Índios puris
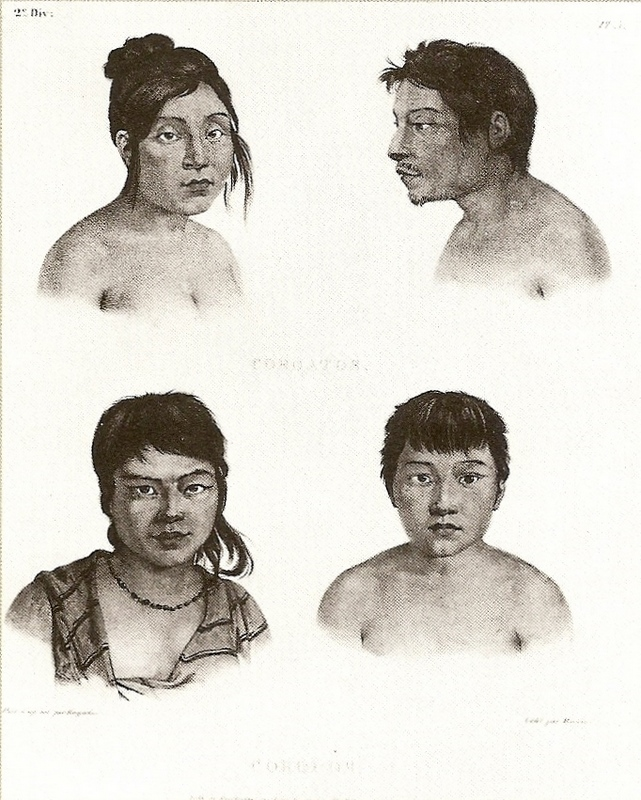
Índios coroados e coropós
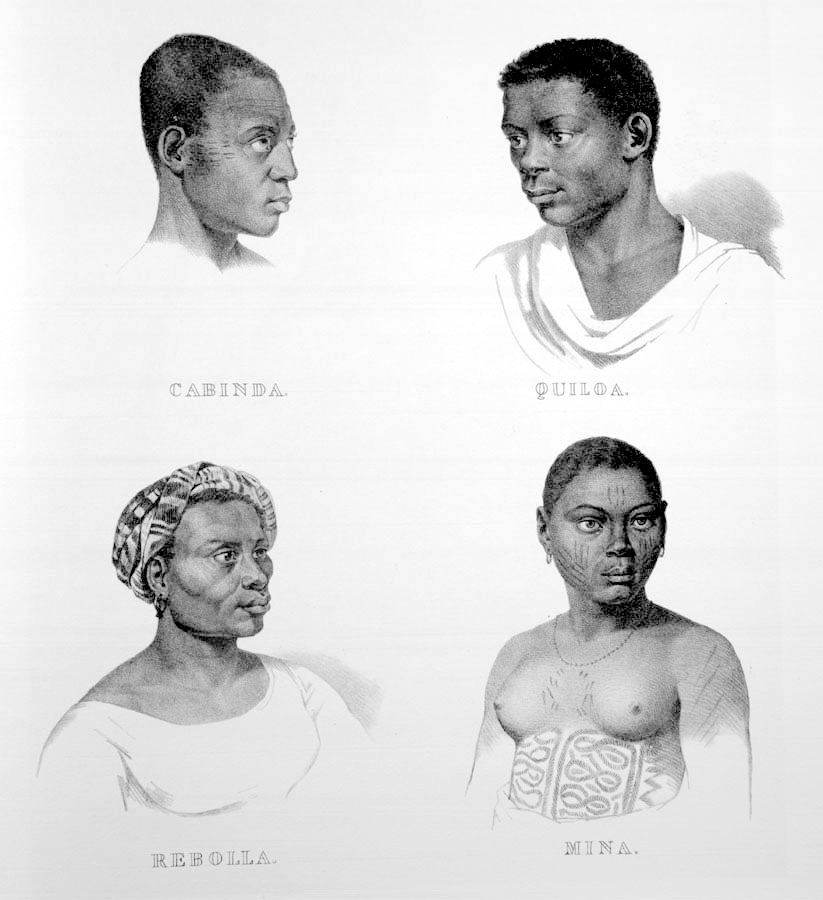
Escravos provenientes de Cabinda, Quiloa, Robolo e Mina
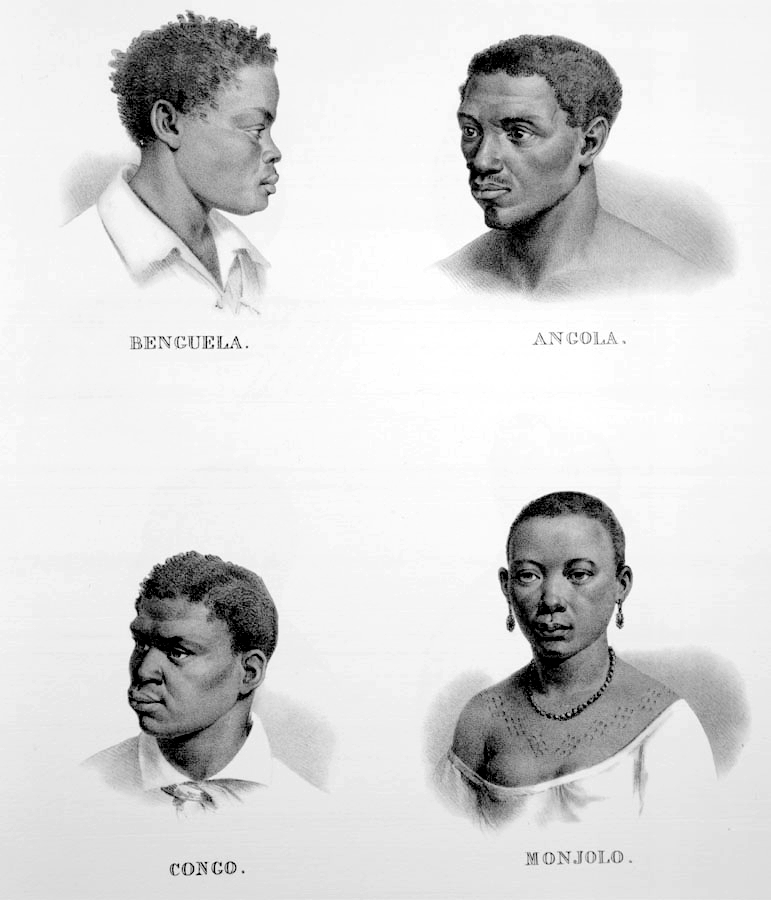
Escravos provenientes de Benguela, Luanda, Congo e Monjolo

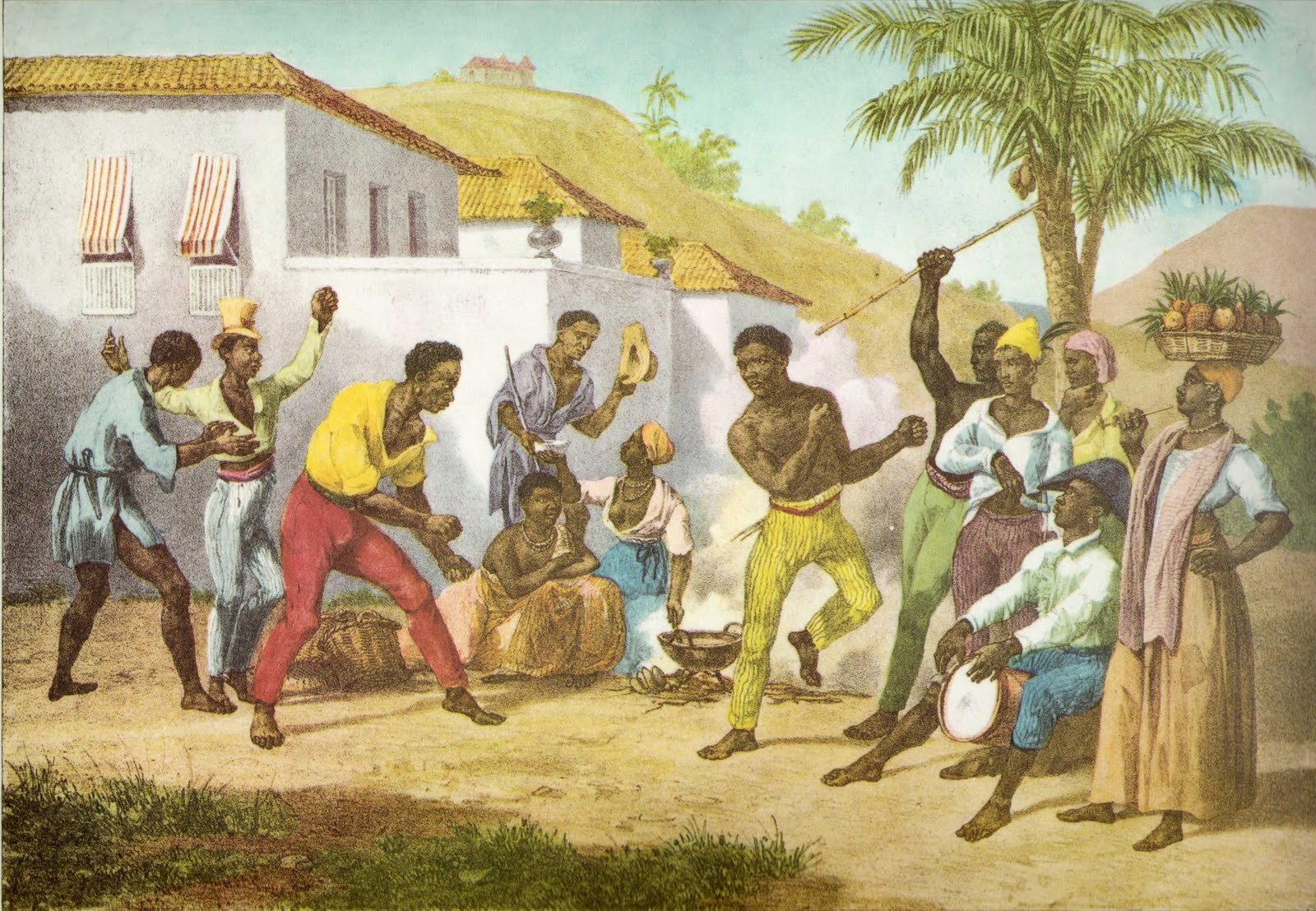
Capoeira, 1835
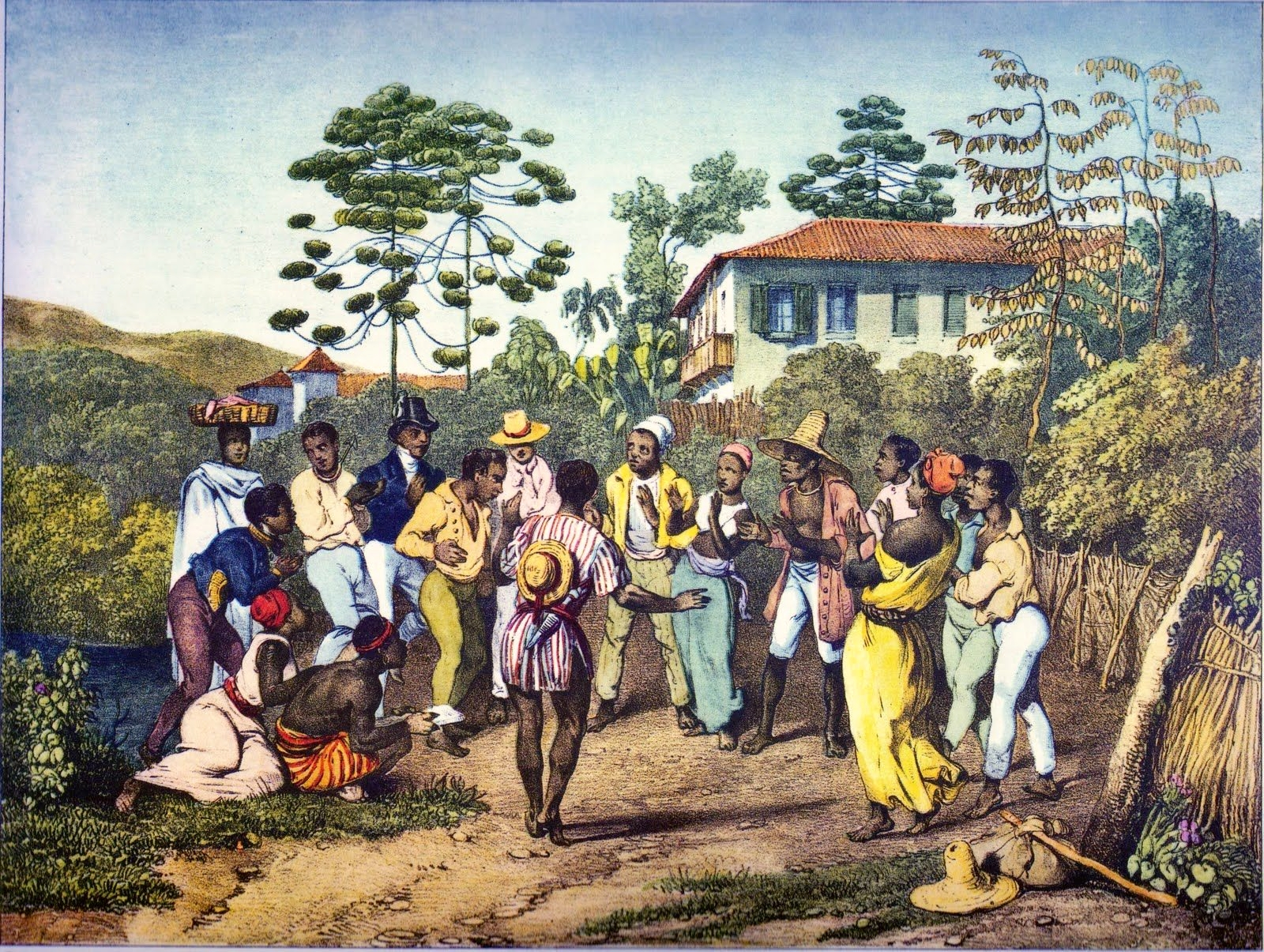
Batuque
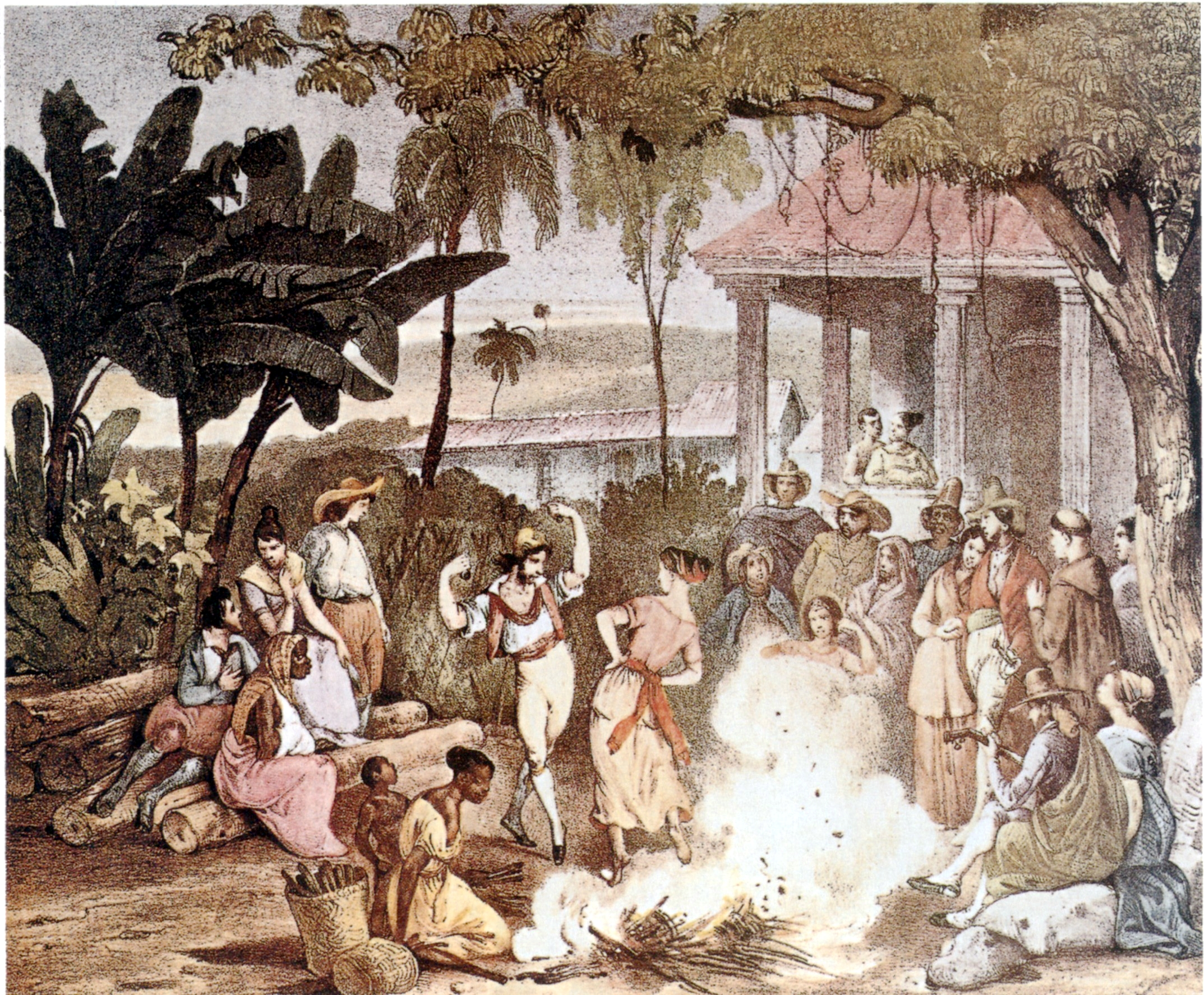
Lundu, 1835
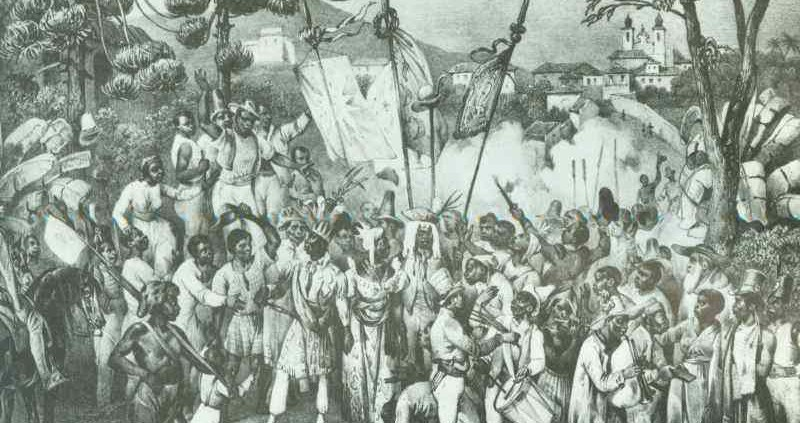
Congado, 1835

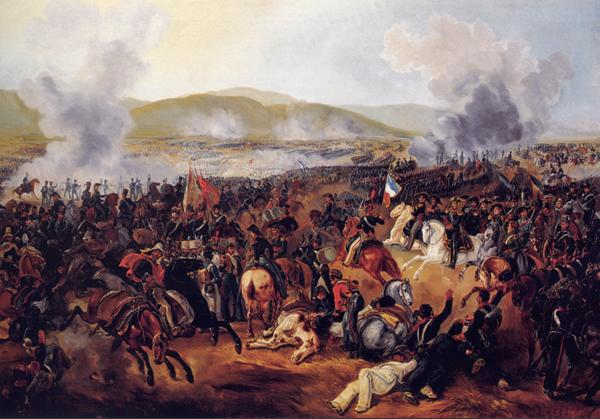
Batalha de Maipu (Chile)
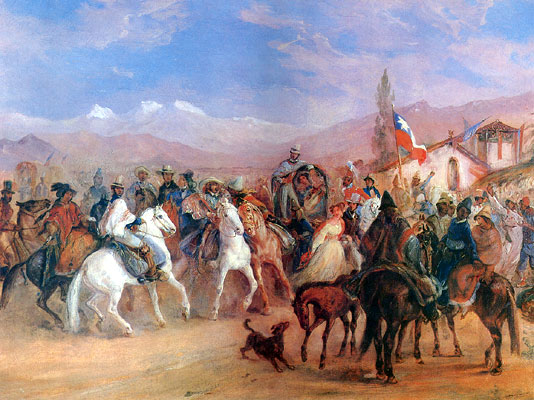
Cena patriótica (Chile)
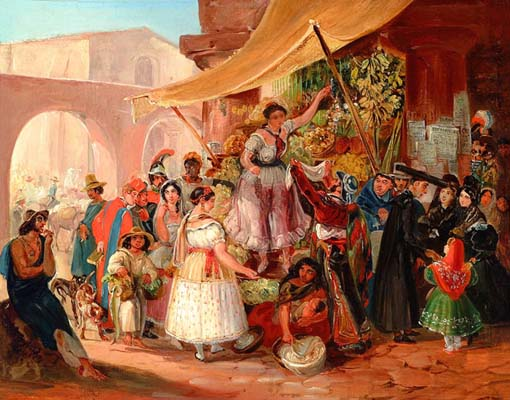
A rainha do mercado (Chile)
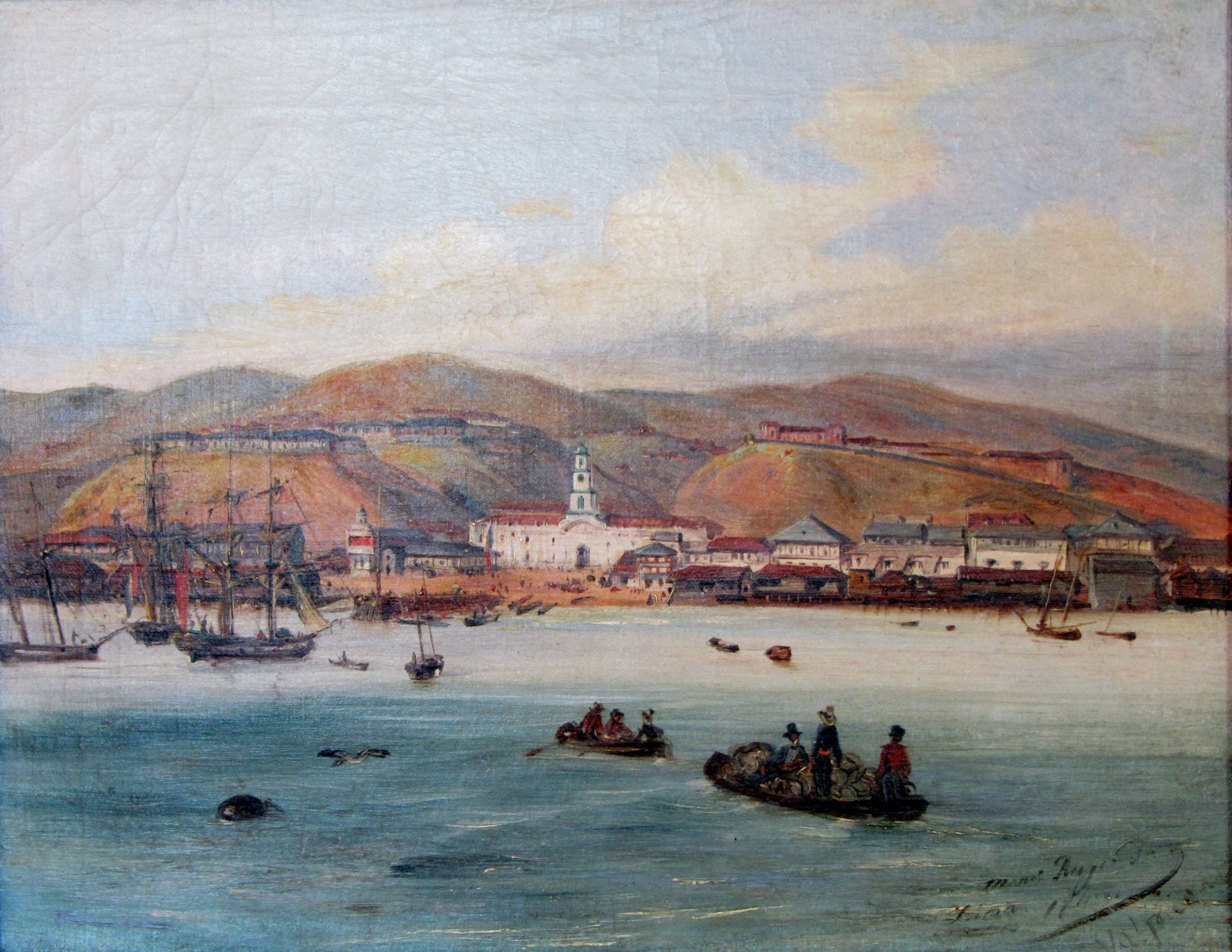
Aduana do centro de Valparaíso, Chile